# Sorge, Harz
Sorge là một đô thị thuộc huyện Harz, bang Sachsen-Anhalt, Đức. Đô thị Sorge, Harz có diện tích 5,92 km², dân số thời điểm ngày 31 tháng 12 năm 2006 là 119 người.